# 1896年アテネオリンピックの陸上競技・男子100m
1896年アテネオリンピックの陸上競技・男子100m（1896ねんアテネオリンピックのりくじょうきょうぎ だんし100メートル）は、5月6日から5月10日にかけてギリシャ王国・アテネのパナシナイコスタジアムで開催された。本競技は一次予選、一次予選を通過した6人の出場による決勝の2段階から構成された。
1896年4月6日、開会式終了後に一次予選が実施された。このレースは近代オリンピックの最初の競技であり、100メートル競走は陸上競技の花形種目としての地位が確立された。
8ヶ国から15人の選手が参加し、一次予選は3組に分かれて行われた。一次予選の上位2名が決勝に進出し、4月10日には6名の選手による決勝が行われた。

## 結果

### 一次予選
100メートルの一次予選は同オリンピックで行われた最初の競技である。予選1組はフランシス・レーンがソコリ・アラヨスに競り勝ち、近代オリンピックレースの最初の勝者となった。ちなみに、すべての予選は米国からの選手によって勝ち取られたものであった。

#### 1組
| 順位 | 氏名                           | 記録    |
| ---- | ------------------------------ | ------- |
| 1    | フランシス・レーン (USA)       | 12.2 s  |
| 2    | ソコリ・アラヨス (HUN)         | 12.8 s  |
| 3    | チャールズ・グメリン (GBR)     | 12.9 s  |
| 4    | アルファーンス・グリセル (FRA) | Unknown |
| 5    | カート・ドリー (GER)           | Unknown |

#### 2組
| 順位 | 氏名                                               | 記録    |
| ---- | -------------------------------------------------- | ------- |
| 1    | トーマス・カーティス (USA)                         | 12.2 s  |
| 2    | アレクスサンドロス・チャルコーコーンディリズ (GRE) | 12.8 s  |
| 3    | ローンセストン・エリオット (GBR)                   | 12.9 s  |
| 4    | オイゲン・シュミット (DEN)                         | Unknown |
| 5    | ジョージ・マーシャル (GBR)                         | Unknown |

#### 3組
| 順位 | 氏名                           | 記録    |
| ---- | ------------------------------ | ------- |
| 1    | トーマス・バーク (USA)         | 11.8 s  |
| 2    | フリッツ・ホフマン (GER)       | 12.6 s  |
| 3    | フリードリヒ・トラウン (GER)   | 13.5 s  |
| 4–5  | ゲオーギオズ・ゲニマタズ (GRE) | Unknown |
| 4–5  | ヘンリーク・ショーベグ (SWE)   | Unknown |

### 決勝
決勝は4月10日に行われた。予選を勝ち抜いた6名による決勝となったが、トーマス・カーティスが同日に行われる予定の彼の専門種目である110mハードル出場に備えて棄権。結果、5名による決勝が行われ、トーマス・バークがフリッツ・ホフマンに僅か0.2秒の接戦を制し優勝した。ソコリ・アラヨスとフランシス・レーンは同着と判断され3位となった。
| 順位 | 氏名                                               | 記録   |
| ---- | -------------------------------------------------- | ------ |
| 1    | トーマス・バーク (USA)                             | 12.0 s |
| 2    | フリッツ・ホフマン (GER)                           | 12.2 s |
| 3    | フランシス・レーン (USA)                           | 12.6 s |
| 3    | ソコリ・アラヨス (HUN)                             | 12.6 s |
| 5    | アレクスサンドロス・チャルコーコーンディリズ (GRE) | 12.6 s |
| –    | トーマス・カーティス (USA)                         | DNS    |